# Élections législatives de 1967 dans l'Ariège
Les élections législatives françaises de 1967 se déroulent les 5 et 12 mars 1967.  Dans le département de l'Ariège, deux députés sont à élire dans le cadre de deux circonscriptions.

## Élus
| Circonscription | Député sortant | Parti | Parti | Député élu ou réélu | Parti | Parti       |
| --------------- | -------------- | ----- | ----- | ------------------- | ----- | ----------- |
| 1re             | Gilbert Faure  |       | SFIO  | Gilbert Faure       |       | FGDS (SFIO) |
| 2e              | René Dejean    |       | SFIO  | René Dejean         |       | FGDS (SFIO) |

## Résultats

### Résultats à l'échelle du département
| Parti          | Parti                                           | Premier tour | Premier tour | Second tour | Second tour | Sièges |
| Parti          | Parti                                           | Voix         | %            | Voix        | %           | Sièges |
| -------------- | ----------------------------------------------- | ------------ | ------------ | ----------- | ----------- | ------ |
|                | Section française de l'Internationale ouvrière  | 27 297       | 38,03        | 43 868      | 60,51       | 2      |
|                | Fédération de la gauche démocrate et socialiste | 27 297       | 38,03        | 43 868      | 60,51       | 2      |
|                |                                                 |              |              |             |             |        |
|                | Union des démocrates pour la Ve République      | 22 474       | 31,31        | 28 625      | 39,49       | 0      |
|                | Divers droite (gaulliste)                       | 1 365        | 1,90         |             |             | 0      |
|                | Union des républicains de progrès               | 23 839       | 33,21        | 28 625      | 39,49       | 0      |
|                |                                                 |              |              |             |             |        |
|                | Parti communiste français                       | 17 414       | 24,26        | Retrait     | Retrait     | 0      |
|                | Progrès et démocratie moderne                   | 1 376        | 3,67         |             |             | 0      |
|                | Parti socialiste unifié                         | 1 849        | 2,58         | 0           |             |        |
|                |                                                 |              |              |             |             |        |
| Inscrits       | Inscrits                                        | 94 455       | 100,00       | 94 452      | 100,00      | 2      |
| Abstentions    | Abstentions                                     | 20 899       | 22,13        | 19 722      | 20,88       |        |
| Votants        | Votants                                         | 73 556       | 77,87        | 74 730      | 79,12       |        |
| Blancs et nuls | Blancs et nuls                                  | 1 781        | 2,42         | 2 237       | 2,99        |        |
| Exprimés       | Exprimés                                        | 71 775       | 97,58        | 72 493      | 97,01       |        |

### Résultats par circonscription

#### Première circonscription (Foix)
| Candidat       | Candidat                    | Parti          | Premier tour | Premier tour | Second tour | Second tour |  |
| Candidat       | Candidat                    | Parti          | Voix         | %            | Voix        | %           |  |
| -------------- | --------------------------- | -------------- | ------------ | ------------ | ----------- | ----------- |  |
|                | Gilbert Faure sortant réélu | FGDS (SFIO)    | 14 990       | 43,75        | 21 693      | 63          |  |
|                | François Baby               | UD-Ve          | 11 449       | 33,41        | 12 743      | 37          |  |
|                | Pierre Poumadère            | PCF            | 7 825        | 22,84        | Retrait     | Retrait     |  |
|                |                             |                |              |              |             |             |  |
| Inscrits       | Inscrits                    | Inscrits       | 45 012       | 100,00       | 45 013      | 100,00      |  |
| Abstentions    | Abstentions                 | Abstentions    | 9 824        | 21,83        | 9 691       | 21,53       |  |
| Votants        | Votants                     | Votants        | 35 188       | 78,17        | 35 322      | 78,47       |  |
| Blancs et nuls | Blancs et nuls              | Blancs et nuls | 924          | 2,63         | 886         | 2,51        |  |
| Exprimés       | Exprimés                    | Exprimés       | 34 264       | 97,37        | 34 436      | 97,49       |  |

#### Deuxième circonscription (Pamiers - Saint-Girons)
| Candidat       | Candidat                  | Parti                     | Premier tour | Premier tour | Second tour | Second tour |  |
| Candidat       | Candidat                  | Parti                     | Voix         | %            | Voix        | %           |  |
| -------------- | ------------------------- | ------------------------- | ------------ | ------------ | ----------- | ----------- |  |
|                | René Dejean sortant réélu | FGDS (SFIO)               | 12 307       | 32,81        | 22 175      | 58,27       |  |
|                | René Galy-Dejean          | UD-Ve                     | 11 025       | 29,39        | 15 882      | 41,73       |  |
|                | Émile Daraud              | PCF                       | 9 589        | 25,56        | Retrait     | Retrait     |  |
|                | Roger Barat               | PSU                       | 1 849        | 4,93         |             |             |  |
|                | Claude Guède              | CD (PDM)                  | 1 376        | 3,67         |             |             |  |
|                | André de Verbizier        | Divers droite (Gaulliste) | 1 365        | 3,64         |             |             |  |
|                |                           |                           |              |              |             |             |  |
| Inscrits       | Inscrits                  | Inscrits                  | 49 443       | 100,00       | 49 439      | 100,00      |  |
| Abstentions    | Abstentions               | Abstentions               | 11 075       | 22,4         | 10 031      | 20,29       |  |
| Votants        | Votants                   | Votants                   | 38 368       | 77,6         | 39 408      | 79,71       |  |
| Blancs et nuls | Blancs et nuls            | Blancs et nuls            | 857          | 2,23         | 1 351       | 3,43        |  |
| Exprimés       | Exprimés                  | Exprimés                  | 37 511       | 97,77        | 38 057      | 96,57       |  |